# Party de plaisir
Singles
1. Disco dance with you
Sortie : 22 juillet 2006
2. Les matins de Paris
Sortie : 5 février 2007

Party de Plaisir est le premier album de Teki Latex, sorti le 4 juin 2007. Il contient le titre les matins de Paris en duo avec la chanteuse Lio. Ce titre s'est classé à la 14e place du top singles en France.

## Pistes
1. Rires
2. Electronic
3. J'aime la Pop music
4. Les matins de Paris - feat. Lio
5. Go go go - guest The Genevan Heathen
6. Petite fille qui ne voulait pas grandir - duo avec Katerine
7. Les jouets
8. Polo
9. Invitation to ooh wee - feat. Gonzales
10. Bonne soirée... - guest Sana Zeineddine
11. Disco dance with you
12. The ish - feat. Bitch Lap Lap
13. Crois en moi
14. Sac à dos
15. Polo - Tacteel [Remix] feat. TTC